# Liste der Pfarren im Dekanat Matrei am Brenner
Das Dekanat Matrei am Brenner ist ein Dekanat der römisch-katholischen Diözese Innsbruck.

## Pfarren mit Kirchengebäuden
| Pfarre                 | Seelsorgeraum     | Patrozinium           | Kirchengebäude                                       | Bild |
| Fulpmes                | Stubai            | Hl. Vitus             | Pfarrkirche Fulpmes                                  |      |
| Gries am Brenner       | Oberes Wipptal    | Mariä Heimsuchung     | Pfarrkirche Gries am Brenner                         |      |
| Gschnitz               | Mittleres Wipptal | Maria Schnee          | Pfarrkirche Gschnitz                                 |      |
| Matrei am Brenner      | Mittleres Wipptal | Mariä Himmelfahrt     | Pfarrkirche Matrei am Brenner                        |      |
| Mieders                | Stubai            | Mariä Geburt          | Pfarrkirche Mieders                                  |      |
| Navis                  | Mittleres Wipptal | Hl. Christoph         | Neue Pfarrkirche Navis Alte Pfarrkirche Navis        |      |
| Neustift im Stubaital  | Stubai            | Hl. Georg             | Pfarrkirche Neustift im Stubaital Ortskapelle Ranalt |      |
| Obernberg am Brenner   | Oberes Wipptal    | Hl. Nikolaus          | Pfarrkirche Obernberg am Brenner                     |      |
| St. Jodok am Brenner   | Oberes Wipptal    | Hll. Jodok und Isidor | Pfarrkirche St. Jodok am Brenner                     |      |
| Schmirn                | Oberes Wipptal    | Hl. Josef             | Pfarrkirche Schmirn                                  |      |
| Schönberg im Stubaital |                   | Hl. Kreuz             | Pfarrkirche Schönberg im Stubaital                   |      |
| Steinach am Brenner    |                   | Hl. Erasmus           | Pfarrkirche Steinach am Brenner                      |      |
| Telfes im Stubai       | Stubai            | Hl. Pankratius        | Pfarrkirche Telfes im Stubai                         |      |
| Trins                  |                   | Hl. Georg             | Pfarrkirche Trins                                    |      |
| Vinaders               | Oberes Wipptal    | Hl. Leonhard          | Pfarrkirche Vinaders                                 |      |

## Dekanat Matrei am Brenner
Das Dekanat umfasst 15 Pfarren.